# Бютер, Ивонна
Ивонна Бютер (нидерл. Yvonne Buter, 18 марта 1959, Схидам, Нидерланды) — нидерландская хоккеистка (хоккей на траве), вратарь. Бронзовый призёр летних Олимпийских игр 1988 года, чемпионка Европы 1987 года.

## Биография
Ивонна Бютер родилась 18 марта 1959 года в нидерландском городе Схидам.
Играла в хоккей на траве за ХГК из Вассенара.
В 1987 году в составе женской сборной Нидерландов выиграла чемпионат Европы в Лондоне и Трофей чемпионов.
В 1988 году вошла в состав женской сборной Нидерландов по хоккею на траве на летних Олимпийских играх в Сеуле и завоевала бронзовую медаль. Играла на позиции вратаря, провела 1 матч.
После Олимпиады завершила игровую карьеру.
В 1985—1988 годах провела за сборную Нидерландов 29 матчей.